# Mary Did You Know?
Maria, você sabia? " É uma canção cristã de Natal abordando Maria, mãe de Jesus , com letras escritas por Mark Lowry um cantor protestante membro da Grace Church Humble, Texas, em 1984.  Ela foi originalmente gravada por Christian artista Michael Inglês em seu auto - com o primeiro álbum solo em 1991. Na época, English e Lowry eram membros da Gaither Vocal Band , e Greene estava em turnê com eles.  A música alcançou o número 6 no Adult Contemporary Chart da CCM Magazine . Lowry gravaria a música várias vezes, mais notavelmente com a Gaither Vocal Band em seu álbum de Natal de 1998, Still the Greatest Story Ever Told .
Desde então, a música se tornou um moderno clássico de Natal, gravado por centenas de artistas ao longo dos anos, em vários gêneros.  Versões diferentes alcançaram os dez primeiros nos gráficos de R & B e Holiday da Billboard.

## História
Em 1984 o pastor da igreja de Mark Lowry o pediu para escrever o musical de natal para sua igreja chamado ''The Living Christmas Tree'', Lowry apresentou uma série de perguntas que queria fazer a Maria, a mãe de Jesus, e a partir daí compôs a letra da música.  Após o co-membro da banda vocal de Lowry, Michael English, gravou "Mary Did You Know?" em seu primeiro CD solo ( Michael English , 1991 ), a música foi regravada por várias dúzias de artistas. Lowry gravou várias versões da música também ... primeiro como membro da Gaither Vocal Band em seu CD de Natal Still The Greatest Story Ever Told e depois para seus próprios lançamentos solo (1998 Mary Did You Know- book / CD single 2000 Just Singing ... No Kidding , 2001 O Melhor de Mark Lowry, Volume 1 , 2001 On Broadway , e 2004 Mary Did You Know ).

## Versão Pentatonix
A versão mais conhecida da música é a da banda Pentatonix.
" Mary, você sabia? " É a sexta faixa do segundo álbum de Natal do Pentatonix , That's Christmas to Me . A música estreou e alcançou o 26º lugar na parada semanal Billboard Hot 100 na semana que terminou em 6 de dezembro de 2014.

## Referencias
1. 1 2  «How Well Do You Know "Mary Did You Know?"». Sheet Music Direct Blog. Consultado em 21 de junho de 2019
2. ↑  Brothers, Jeffrey Lee. (2003). Hot hits : adult contemporary charts, 1978-2001 1st ed ed. Bloomington, IN: 1stBooks Library. ISBN 1410732940. OCLC 58540246
3. ↑  «Southern Gospel History | M / MaryDidYouKnow». sghistory.com. Consultado em 21 de junho de 2019
4. ↑  PTXofficial (11 de novembro de 2014), [Official Video] Mary, Did You Know? - Pentatonix, consultado em 21 de junho de 2019